# 中華人民共和國全國人民代表大會和地方各級人民代表大會選舉法
《中华人民共和国全国人民代表大会和地方各级人民代表大会选举法》（以下簡稱《選舉法》）是中华人民共和国关于选举各級人大代表的基本法规，1953年通過。1979年7月1日第五届全国人民代表大会第二次会议通过。《選舉法》曾於1982年12月、1986年12月 、1995年2月、2004年10月、2010年3月、2015年8月、2020年10月及2025年3月八次由全國人大或其常委會修改。
《選舉法》共有十一章，分别为总则，地方各级人民代表大会代表名额，全国人民代表大会代表名额，各少数民族的选举，选区划分，选民登记，代表候选人的提出，选举程序，对代表的监督、罢免和补选，对破坏选举的制裁，附则等。

## 外部連結
- 人民网：人大代表选举法（页面存档备份，存于）